# The Motherless Kids
The Motherless Kids è un cortometraggio muto del 1914 diretto da Harry A. Pollard che appare anche come interprete del film che aveva come protagonista Margarita Fischer, la moglie del regista. Nel cast appaiono anche Allyn Lewis, Kathie Fischer, Buddy Powers, Mary Scott.

## Trama
Acquistata una fattoria, Betty Trent si accinge ad occuparsi della sua gestione. Dopo avere letto su una rivista dei profitti che può ricavare dall'allevamento di capre, decide di puntare anche su quegli animali, pur se la fattoria è ben fornita di bestiame. Sammy, l'uomo che ha ingaggiato, decide di farle uno scherzo e le dice che il suo vicino ha un paio di cuccioli, omettendo di dirle che si tratta di cuccioli umani. Lei allora lo manda a prenderli. Mentre Sammy è via, Betty e la sua domestica costruiscono un recinto e preparano del latte e della pappa di farina di mais. Waddell, il padre dei bambini, deve recarsi in città e, felice di avere qualcuno che può accudire ai figli, li affida prontamente a Sammy che neanche a lui dice dello scherzo che sta facendo a Betty.

Quando la ragazza vede i bambini e non le capre, resta molto delusa ma poi, vedendo quei piccoli tutti sporchi e piangenti, se ne prende cura. Dopo una giornata di festa, li rimanda a Waddell. Il buon trattamento che hanno avuto da quella gentile signora spinge adesso i due fratellini a rifiutare il cibo semplice a cui erano abituati. I due cominciano a scappare di casa per recarsi da Betty. Ma arriva un giorno che i ragazzini non si fanno vedere e Betty scopre che sono malati. Waddell la invita ad accudirli. Poi le chiede di prendersi cura del piccolo gregge da guidare nella vita e lei accetta l'invito.

## Produzione
Il film fu prodotto dalla Beauty (American Film Manufacturing Company).

## Distribuzione
Distribuito dalla Mutual, il film - un cortometraggio in una bobina - uscì nelle sale statunitensi l'8 settembre 1914.